# 昆明领事机构列表

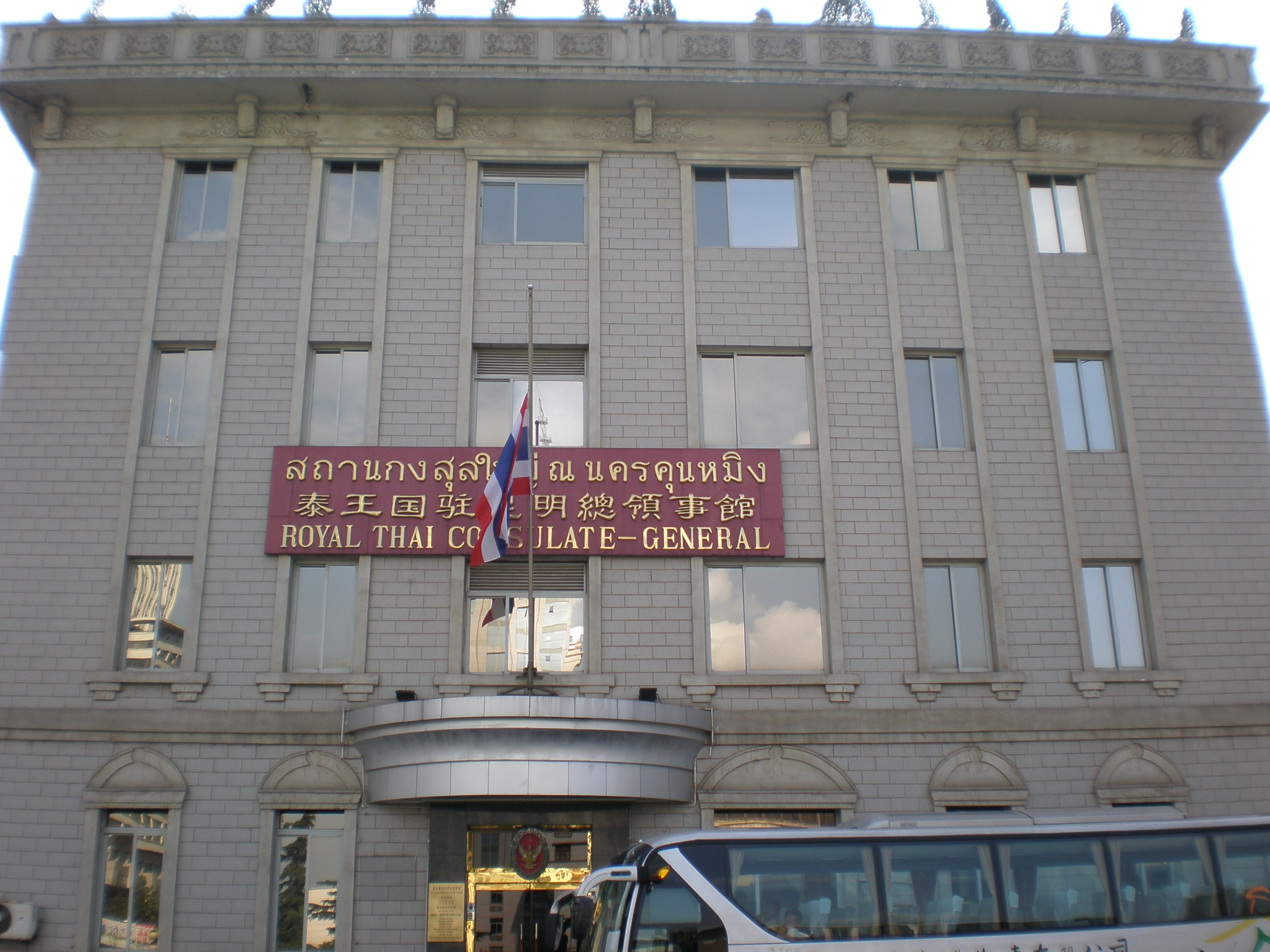
泰王国驻昆明总领事馆

自1910年法國在昆明正式設立法國外交部駐雲南府交涉員公署開始，義大利、英國、德國、美國和日本均曾經在昆明開設領事機構，均於1949年前關閉。
中華人民共和國成立後，1955年5月30日，越南民主共和國在昆明開設領事館，同年8月26日，緬甸也在昆明設立了總領事館，因其國內財政問題於1963年閉館。1961年，中国与老挝建交后不久，老挝亦在昆明开设总领事馆，但两年后即因为寮國內戰裁撤。隨著中越關係的惡化，越南駐昆明總領事館也於1978年被勒令關閉。从老挝于1993年在昆明市重新设立总领事馆以来，昆明现实际有外国领事机构7个。
| 序号 | 领事机构名称           | 开馆时间      | 领区                         | 地址                                     |
| ---- | ---------------------- | ------------- | ---------------------------- | ---------------------------------------- |
| 1    | 驻昆明总领事馆         | 1993年4月25日 | 云南                         | 官渡区彩云北路6800号（昆明外国领馆区内） |
| 2    | 緬甸驻昆明总领事馆     | 1993年9月1日  | 云南、贵州                   | 官渡区迎宾路99号（昆明外国领馆区内）     |
| 3    | 泰國驻昆明总领事馆     | 1994年7月1日  | 云南、贵州、湖南             | 五华区东风西路11号顺城东塔18楼           |
| 4    | 柬埔寨驻昆明总领事馆   | 2004年2月23日 | 云南、贵州、四川             | 盘龙区白云路258号官房大厦14楼            |
| 5    | 马来西亚驻昆明总领事馆 | 2004年3月8日  | 云南、四川、重庆             | 西山区滇池路南亚风情第壹城B座15楼1503室  |
| 6    | 越南驻昆明总领事馆     | 2004年4月30日 | 云南                         | 官渡区北京路155号附1号红塔大厦507室      |
| 7    | 驻昆明总领事馆         | 2013年5月12日 | 云南、贵州、四川、重庆、广西 | 西山区滇池路1399号主楼3楼                |
| –    | 馬爾地夫驻昆明领事馆   | 待开馆        | 云南、贵州、四川、重庆、广西 |                                          |